# Service secret (série télévisée)
Service Secret (The Secret Service) est une série télévisée britannique en treize épisodes de 25 minutes, créée par Sylvia et Gerry Anderson, et diffusée entre le 21 septembre et le 14 décembre 1969 sur ATV.
La série a été doublée au Québec et diffusée à partir du 4 juin 1971 à la Télévision de Radio-Canada, et en France, à partir du 2 octobre 1993 sur Sérieclub.

## Synopsis
En 1969, les aventures d'un pasteur âgé le père Unwin et de son jardinier Mathieu, travaillant comme agents secrets pour l'organisation B.I.S.H.O.P. chargée de contrer les agissements d'espions et de terroristes étrangers.

## Distribution
- Stanley Unwin (en) (VQ : Jean-Paul Dugas) : Père Stanley Unwin
- Gary Files (en) (VQ : Léo Ilial) : Matthew Harding
- Jeremy Wilkin (en) (VQ : Edgar Fruitier) : L'évêque
- Keith Alexander (en) : Agent Blake
- Sylvia Anderson (VQ : Yolande Roy) : Madame Appleby

 Source et légende : version québécoise (VQ) sur Doublage.qc.ca

## Épisodes
1. Un cas pour l'évêque (A Case for the Bishop)
2. Une question de miracles (A Question of Miracles)
3. Comment attraper un espion (To Catch a Spy)
4. Les Espions à plumes (The Feathered Spies)
5. Le Dernier Train pour Halt Bufflers (Last Train to Bufflers Halt)
6. Trou en un (Hole in One)
7. Rappelé pour le service (Recall to Service)
8. Mission de charité (Errand of Mercy)
9. Le Murmure mortel (The Deadly Whisper)
10. Le Remède (The Cure)
11. École pour espions (School for Spies)
12. Mayday, Mayday ! (May-Day, May-Day !)
13. Hâtez-vous lentement (More Haste, Less Speed)

## Commentaire
La série est l'un des rares échecs de Gerry Anderson car contrairement aux autres séries qu'il a produites, celle-ci n'a pas été au-delà de la première saison. La noirceur des scénarios ainsi que l'atmosphère fantastique n'étant pas à destination des plus jeunes en comparaison des autres productions sont aussi l'un des points qui font que la série est trop adulte pour les plus jeunes et pas assez sombre pour les plus âgés.
L'idée originale de cette série consiste à mélanger des marionnettes avec de vrais acteurs vivants, 

## DVD
La série est sortie en France en version remastérisée :
- Service Sercret Coffret Intégral (coffret 4 DVD de 13 épisodes) est sorti chez LCJ Éditions et Productions le 10 février 2011. (ASIN B004J0UJPI)